# Luis Glinka
Luis Glinka OFM  (* 21. Juni 1938 in Apóstoles) ist ein argentinischer römisch-katholischer Theologe ukrainischer Abstammung.

## Leben
Am 29. Juni 1969 wurde er zum Priester des byzantinischen Ritus geweiht. Am Pontificio Istituto Orientale promovierte er. Er lehrte als Professor am Athenaeum Antonianum de Urbe. Ab 1981 war er Professor für Patristik und Kirchengeschichte an der Theologischen Fakultät der Pontificia Universidad Católica Argentina.

## Schriften (Auswahl)
- Gregorio Jachymovyč, Metropolita di Halyč ed il suo tempo (1840–1865). Rom 1974, OCLC 5136999.
- Diocesi ucraino-cattolica di Cholm. (Liquidazione ed incorporazione alla Chiesa russo-ortodossa) (Sec. XIX). Rom 1975, OCLC 852954503.
- mit Martino Conti: L'Evangelizzazione in san Bernardino da Siena. Saggi e ricerche. Rom 1981, OCLC 489689041.